# سیارک ۶۸۰۶
سیارک ۶۸۰۶ (به انگلیسی: 6806 Kaufmann، نامگذاری:6048P-L) شش هزار و هشتصد و ششمین سیارک کشف شده‌است که در ۲۴ سپتامبر ۱۹۶۰ کشف شد.
قدر مطلق سیارک برابر ۱۳٫۴۰ است.